# Pieonear
Pieonear — второй студийный альбом московской группы Silence Kit, вышедший в 2004 году.

## Об альбоме
Pieonear состоит из трёх композиций длиной 14, 38 и 18 минут. Первый трек начинается с довольно просторного звучания, переходит в середине в тяжёлый рок, а заканчивается плотной стеной мощного звука. Качество записи довольно пристойное, несмотря на то, что альбом записывался в домашней студии. Во втором треке звучит несколько гитар, виолончель и сдвоенный бас. В третьем треке больше нойза, а также утяжелённый бас, чем-то напоминающий звучание Black Sabbath.
Фрагменты композиций использовались в саундтреке к фильму «Мёртвые дочери» Павла Руминова.

## Список композиций
1. Lemonsmellstreet — 14.04
2. Psychoparasite — 38.49
3. Lemon Smell Street — 18.34

## В записи участвовали
- Борис Белов — гитара, различный гитарный нойз, домашние гитарные семплы
- Фёдор Дмитриев — гитара, вокал
- Сергей Ледовский — барабаны, перкуссия
- Сергей Богатов — бас
- Ярослав Ковалёв — виолончель, контрабас

Голос в #1: Хелен Фицпатрик
Амбиент в #2: был записан вживую вместе с первым весенним дождём
Sludge интро в #3: Борис Б. — бас, Фёдор Д. — барабаны, Пётр Попов — гитара, аутро — Жук: флейта «Юпитер» и акустическая гитара